# Edgar Aabye
Edgar Lindenau Aabye (* 1. September 1865 in Helsingør; † 30. April 1941 in Kopenhagen) war ein dänischer Tauzieher.
Aabye war Mitglied im dänischen Gymnastikverein Svømmeforeningen Hermes, Frederiksberg. Bei den Olympischen Spielen 1900 in Paris nahm er mit der dänischen Mannschaft im Tauziehen-Wettbewerb teil, welche gegen die französische gewinnen und somit die Goldmedaille erringen konnte.

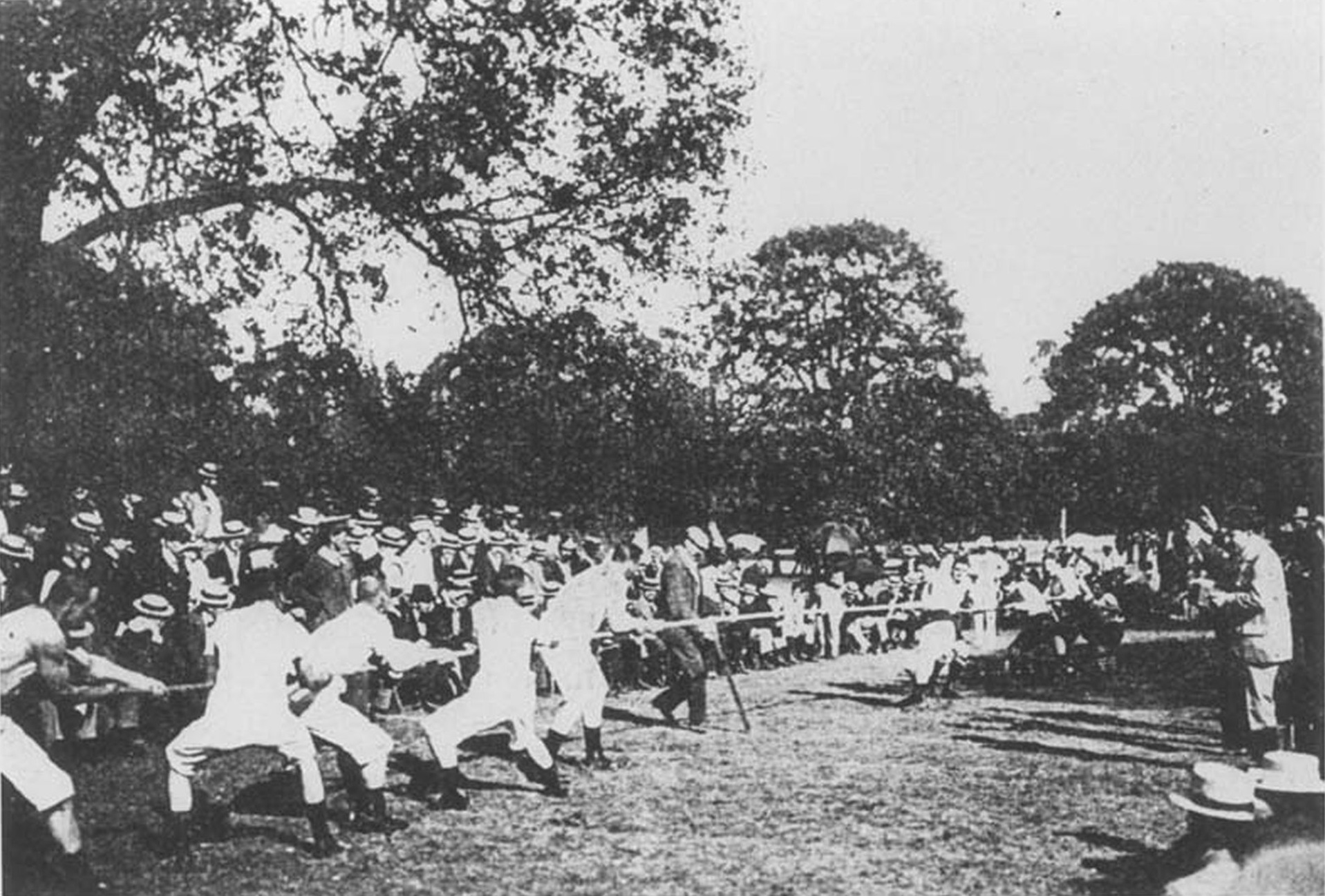
Tauziehen bei den Olympischen Spielen 1900